# 椎名清
椎名 清（しいな きよし、1937年 - ）は、日本の柔道家。栃木県栃木市出身。主にアメリカ合衆国での指導者としての活動が知られる。
1937年栃木県に生まれ、日本大学を卒業後渡米。1968年の時点で、5段の段位を有していたとされる。
米塚義定と共に指導者として活動し、セント・ジョンズ大学で25年間指導した。アメリカ合衆国オリンピック代表のジョセフ・ワナグと、テイモック・ジョンストン＝オノ、トリニダード・トバゴに柔道を普及させたマーク・リトリアンらを指導している。
2023年にアメリカ柔道連盟殿堂に選出された。アメリカ柔道連盟の高段者リストでは9段に位置している。